# Isak Grimholm
Isak Grimholm (* 25. März 1985 in Örnsköldsvik) ist ein ehemaliger schwedischer Skispringer, der für den IF Friska Viljor startete.

## Werdegang
Grimholms Weltcupdebüt erfolgte am 8. Dezember 2002 in Trondheim, wo er den 46. Platz belegte. Er nahm 2005 an den Skiflugweltmeisterschaften am Kulm teil, konnte sich aber als 47. nicht für den Wettbewerb qualifizieren. Sein größter Erfolg neben vier Schwedischen Einzel-Meisterschaften war der 1. Platz beim COC-Springen in Iron Mountain am 17. Februar 2007. Einen Tag später belegte er auf der gleichen Schanze den 2. Platz. Am 23. März 2007 konnte er beim Skifliegen auf der damals größten Schanze der Welt in Planica als 27. seine einzigen Punkte im  Weltcup erringen. Auch 2008 nahm er wieder an den Skiflugweltmeisterschaften in Oberstdorf teil, konnte sich allerdings mit Platz 41 wie die anderen drei schwedischen Springer nicht qualifizieren. 2010 wurde er bei den Skiflugweltmeisterschaften in Planica 31. der Qualifikation. Insgesamt schaffte er es 15 Mal im Weltcup unter die 50 besten Springer. Mit 207,5 m ist er schwedischer Rekordhalter im Skifliegen.
Grimholm beendete nach der Saison 2010/2011 seine aktive Skisprungkarriere auf internationaler Ebene, tritt aber noch vereinzelt bei nationalen Wettkämpfen in Schweden an.

## Privates
Grimholm ist Maschinenbauingenieur und wohnt in Umeå. Er spricht neben seiner Muttersprache Schwedisch auch Englisch und Deutsch.

## Wertungen

### Weltcup-Platzierungen
| Saison  | Platz | Punkte |
| ------- | ----- | ------ |
| 2006/07 | 85.   | 004    |

### Grand-Prix-Platzierungen
| Saison | Platz | Punkte |
| ------ | ----- | ------ |
| 2004   | 59.   | 004    |
| 2007   | 79.   | 002    |